# Єфремов Сергій Іванович
Сергій Іванович Єфремов (14 липня 1938, Клин, Московська область — 9 вересня 2016, Нижній Тагіл, Росія) — радянський і український театральний режисер, засновник Київського муніципального академічного театру ляльок, актор, драматург, педагог, почесний президент Українського Центру Міжнародної Спілки діячів театру ляльок UNIMA-Україна, Народний артист України (2000).

## Життєпис
Народився в місті Клин Московської області 14 липня 1938 року. У період військової евакуації з сім'єю переїхав до Ташкенту, а після закінчення війни, з матір'ю, — до Чернівців, де і провів дитинство за адресою вул. Ломоносова, 14.
У місті при кінотеатрі було організовано театр ляльок, куди і отримав запрошення на участь в постановці з ляльками-петрушками. Це дитяче захоплення учня 6-го класу переростає в створення свого першого театру на базі чернівецької середньої школи №26. Для вистав Сергій самостійно пише сценарій, виготовляє ляльок. Вистави «Колобок», а згодом «Півень і Лисиця», демонструвалися на міській олімпіаді. Своїми першими постановчими планами юний режисер ділився в листі до Сергія Образцова. Відповідь майстра починався такими словами: «Дорогий Сергію! Коли обереш собі п'єсу, напиши, як збираєшся її ставити…».
З відзнакою закінчив Черновецький культурно-професійний технікум і вже з 1956 року працював актором Львівського театру ляльок. У 1962 році закінчив режисерський факультет Харківського театрального інституту. Серед педагогів був колишній актор театру Меєргольда — Борис Глаголін; художник, який працював з Лесем Курбасом, — Дмитро Власюк; учень Таїрова — Олександр Скібневський та інші. У творчій біографії Сергія Єфремова неодноразово зустрічається поняття «перший». Він став першим українським професійним режисером театру ляльок.
Першим професійним режисерським місцем роботи Сергія Єфремова стає Донецький академічний обласний театр ляльок. Цей період роботи характеризується пошуками нової драматургії. Єфремов займається перекладом польських, чеських, словацьких, румунських авторів (бар'єр долає шляхом самостійного вивчення мов). Результатом роботи стає перша поява європейської драматургії на сцені українського театру ляльок. Паралельно створює і авторські п'єси («Ще раз про Червону шапочку», написана в співавторстві з Сергієм Коганом, була поставлена в багатьох театрах Союзу; «Котик і Півник», «Сестричка Оленка та братик Іванко», «Троє поросят» та інші, написані в співавторстві з Григорієм Усачем, не сходять з театральних підмостків і донині).
Новий етап припадає на 1970 рік, коли Сергій Єфремов засновує Хмельницький академічний обласний театр ляльок, в якому працює до грудня 1976 року. Далі були посада режисера в Одеському обласному ляльковому театрі і керівництво Київським державним академічним театром ляльок. У 1983-у році під керівництвом Сергія Єфремова створюється Київський міський театр ляльок, якому він присвячує себе аж до виходу на пенсію. Прощання зі сценою відбулося 12 червня 2016 року в рамках творчого вечора «Я все життя граю в ляльки».
Він <Сергій Єфремов> для українського театру ляльок така ж знакова фігура, як Ян Малик для чеського, Ян Вільковський для польського, Пол МакФарлін для американського, або Сергій Образцов для російського театру ляльок.
Сергій Єфремов став першим Народним артистом України серед лялькарів (2000 рік). Його вистави відзначені дипломами на міжнародних фестивалях в Польщі, Югославії, Угорщині, Австрії, Швейцарії, Німеччині, Словаччині, Франції, Португалії та Мексиці. Постановки в різні роки було здійснено в театрах України, Росії, Білорусі (Могильов), Польщі (Валбжих, Білосток, Ломжа), Словаччині, Франції (Бельфор). Сумарно за режисерську кар'єру здійснив постановки більше 180 вистав. Став першим президентом українського центру Міжнародного Союзу лялькових театрів UNIMA-Україна (1992 — 2009), а з 2009 року — його почесним президентом.
Став одним із засновників та викладачем кафедри театру ляльок Київського національного університету театру, кіно і телебачення імені І. К. Карпенка-Карого. Викладав на кафедрі «Ляльки на естраді» в Київській муніципальній академії естрадного та циркового мистецтв.
Через півтора місяці після виходу на пенсію 9 вересня 2016 року Сергій Єфремов помер в Росії, куди переїхав до родичів. Про смерть легендарного лялькаря стало відомо лише напередодні Нового року, внаслідок чого про смерть знакової для лялькового світу фігури не повідомило практично жодне ЗМІ. Перший посмертний матеріал опублікував журнал «Український театр» (випуск 5-6 за 2016 рік) в якому своїми спогадами про майстра діляться колеги-лялькарі Сергій Брижань, Леонід Попов, Михайло Урицький, Борис Голдовський.
Був у шлюбі з актрисою лялькового театру, Заслуженою артисткою України Елеонорою Смирновою (1940 — 2012).

## Театр

### Акторські роботи
- «Божественна комедія» Ісідора Штока — Адам (Хмельницький академічний обласний театр ляльок)
- «Концерт»

### Режисерські роботи
Здійснив постановки понад 180 вистав.
Донецький академічний обласний театр ляльок
- «Чортов млин»
- 1966 — «Казка про жадібного Сергійка» Софьї Прокофьєвої

Хмельницький академічний обласний театр ляльок
- 1970, 3 листопада — «Поставші джунглі» Сергія Єфремова та Сергія Когана
- 1973, вересень — «Гусеня» Н. Гернет та Т. Гуревича[16]
- 1974, 2 березня — «Егле – королева вужів» С. Неріс[5] (вистава удостоєний Всесоюзного диплома 2-го ступеня в 1973 році)
- «Козенята та Сірий Вовк» Євгена Гімельфарба[17]
- «Стійкий олов'яний солдатик» Всеволода Данілєвича за мотивами казки Ганса Крістіана Андерсена[18]
- «Чумацький шлях»[19]

Кримський академічний театр ляльок (Сімферополь)
- 1996 — «Український вертеп»[20]

Пермський державний театр ляльок
- 1996 — «Я, ти і лялкар» Генріка Юрковського[21]

Могильовський театр ляльок
- 2001, 2 липня — «Дикі лебеді» І. Заграєвської за мотивами казки Ганса Крістіана Андерсена[22]
- «Казка про добре Чертеня» М. Кулеші[15]

Житомирський академічний обласний театр ляльок
- 2005 — «Мій хазяїн Дон Жуан» Сергія Єфремова[23]

Миколаївський обласний театр ляльок
- 2006 — «Квітка — семицвітка» Григорія Усача та Сергія Єфремова[24]
- 2006 — «Казку про рибака і рибку» Олександра Пушкіна

Дніпропетровський міський театр ляльок
- 2013 — «Лисичка-сестричка та Вовчик-братик» Всеволода Нестайка за мотивами українських казок[25]

Київський муніципальний академічний театр ляльок
- 1982 — «Бука» М. Супоніна
- 1982 — «Добрий Хортон» Юхима Чеповецького
- 1982 — «Казка про рибака і рибку» Олександра Пушкіна
- 1983 — «На планеті хмарин» Х. Мянда
- 1983 — «Принцеса-стрибунка» Л. Дворського (вистава удостоєний Всесоюзного диплома в 1984 році)
- 1983 — «Новий рік та Білий Кіт» І. та Я. Златопольських
- 1984 — «Квітка-семицвітка» Григорія Усача та Сергія Єфремова
- 1984 — «Маленький принц» Антуана де Сент-Екзюпері
- 1984 — «Як козак короля провчив» Григорія Усача
- 1985 — «Переможці» П. Висоцького
- 1985 — «Чудя, Пугач і Шатало» М. Рогожина
- 1985 — «Снігова королева» Н. Ланге за казкою Ганса Крістіана Андерсена
- 1985 — «Бегемотик Бантик» І. та Я. Златопольських
- 1986 — «Північна казка» І. Заграєвської
- 1986 — «Хатка луб’яна, хатка крижана» Н. Новоселицької
- 1987 — «Російська сіль» Ю. Сидорова (вистава удостоєна Республіканського диплома 1-го ступеня в 1989 році)
- 1988, 30 травня — «Хоробре ягня» Н. Осипової за мотивами грузинських народних казок (вистава поновлена 30 липня 2012 року)
- 1988 — «Морозко» М. Шуринової
- 1990 — «Ярмаркові побрехеньки» І. та Я. Златопольських
- 1991 — «Мати Олениха» Людмили Улицької за Чингізом Айтматовим
- 1991 — «Я, ти і лялькар» Г. Юрковського
- 1992 — «Український вертеп»
- 1993, 18 квітня — «Троє поросят» Григорія Усача та Сергія Єфремова
- 1994 — «Все буде гаразд» Сергія Єфремова та І. Уварової за щоденниками Януша Корчака (вистава — лауреат премії «Київська пектораль» за 1994 год)[26]
- 1996 — «Мама для мамонтенятка» Д. Непомнящої
- 1997 — «Котик і півник» Григорія Усача та Сергія Єфремова
- 1998 — «Пригоди Каштанчика» В. Орлова
- 1998 — «Маленький Мук» Мирослава Чесала за однойменною казкою Вільгельма Гауффа
- 1998 — «Ворон» Карло Ґоцці (вистава — лауреат премії «Київська пектораль» за 1998 год)[27]
- 1998 — «Новорічні пригоди» В. Гайдая
- 1999 — «Айболить проти Бармалея» В. Коростильова за казкою Корнія Чуковського
- 2000 — «Лисичка-сестричка і Вовк-панібрат» Всеволода Нестайка
- 2000 — «Різдвяна колискова» Б. Бойко
- 2000 — «Вінні-Пух» за казкою Алана Александра Мілна
- 2001 — «Дикі лебеді» І. Заграєвскої за казкою Ганса Крістіана Андерсена
- 2002 — «Кицин дім» Самуїла Маршака
- 2003 — «Малюк і Карлсон» Григорія Усача за казкою Астрід Ліндгрен
- 2003 — «Карлсон та Фрекен Бок» Григорія Усача за казкою Астрід Ліндгрен
- 2003 — «Снігурчин концерт» Сергія Єфремова
- 2004, 10 квітня — «Кіт у чоботях» М. Шувалова за казкою Шарля Перро
- 2004 — «Принцеса на горошині» Н. Бурої та Е. Смирнової за казкою Ганса Крістіана Андерсена
- 2005 — «Попелюшка» С. Куралех за казкою Шарля Перро та кіносценарієм Євгена Шварца
- 2006, 9 вересня — «Буратіно» А. Борисової за казкою Олексія Толстого
- 2007, 3 травня — «Наталка-Полтавка» за однойменною п'єсою Івана Котляревського (вистава — лауреат премії «Київська пектораль» за 2007 год)
- 2008 «Сестричка Оленка та братик Іванко» Григорія Усача та Сергія Єфремова
- 2009, 24 жовтня — «Веселі ведмежата» М. Поливанової
- 2010, 2 жовтня — «Пригоди Тигреня» Софії Прокоф’євої
- 2012, 8 грудня — «Білосніжка» Григорія Усача за казкою братів Грімм
- 2014, 27 грудня — «Снігова квітка» С. Козлова (вистава — лауреат премії «Київська пектораль» за 2014 год)
- 2015, 1 липня — «Терем-Теремок» Самуїла Маршака
- 2015, 19 грудня — «Мама для мамонтенятка» Д. Непомнящої

## П'єси
в співавторстві з Сергієм Коганом
- «Поставші джунглі»
- «Еще раз про Червону шапочку»

в співавторстві з Григорієм Усачем
- «Котик і Півник»
- «Сестричка Оленка та братик Іванко»
- «Троє поросят»
- «Квітка-семицвітка»

в співавторстві з І. Уваровою
- «Все буде гаразд» (за щоденниками Януша Корчака)

## Нагороди та визнання
- 1973 — Заслужений артист України
- Вистава «Чумацкий шлях» — Гран-Прі Міжнародного фестивалю театрів ляльок «Театр в чемодані» (Ломжа, Польща)[28]
- 1994 — Лауреат театральної премії «Київська пектораль» в номінації «Найкраща вистава для дітей» («Все буде гаразд»)
- 1998 — Лауреат театральної премії «Київська пектораль» в номінації «Найкраща вистава для дітей» («Ворон»)
- 1998 — Подяка голови Київської міської державної адміністрації
- 2000 — Народний артист України
- 2002 — Подяка Кабінету Міністрів України
- 2003 — Почесна грамота Київського міського голови
- 2006 — Лауреат театральної премії «Київська пектораль» за вагомий внесок у театральне мистецтво
- 2007 — Лауреат театральної премії «Київська пектораль» в номінації «Найкраща вистава для дітей» («Наталка-Полтавка»)
- 2007 — Почесна грамота Міністерства культури і туризму України
- 2007 — Почесна грамота Національної спілки театральних діячів України
- 2008 — «Знак Пошани» Київського міського голови
- 2008 — Почесна грамота Кабінету Міністрів України
- 2014 — Лауреат театральної премії «Київська пектораль» в номінації «Найкраща вистава для дітей» («Снігова квітка»)

## Джерело
- Сергій Єфремов в Енциклопедії сучасної України [Архівовано 12 листопада 2017 у Wayback Machine.]
- Сергій Єфремов на сайті муніципального театру ляльок [Архівовано 28 жовтня 2017 у Wayback Machine.]
- Голдовский Б., Смелянская С. Театр кукол Украины. Сан-Франциско, 1998
- Моцар Т. Життя без ляльок неможливе // Ж-л «Український театр». 2008. № 5.